# تيد بانك
تيد بانك (بالإنجليزية: Ted Bank)‏ هو عسكري أمريكي، ولد في 13 ديسمبر 1897، وتوفي في 3 يونيو 1986.